# Johnny Moore
John Brian Moore, detto Johnny (Altoona, 3 marzo 1958), è un ex cestista e allenatore di pallacanestro statunitense, professionista nella NBA, in Messico e in Spagna.

## Carriera
Venne selezionato dai Seattle SuperSonics al secondo giro del Draft NBA 1979 (43ª scelta assoluta).

## Statistiche

### NBA

#### Regular Season
| Anno      | Squadra           | PG  | PT  | MP   | TC%  | 3P%  | TL%  | RP  | AP   | PRP | SP  | PP   |
| --------- | ----------------- | --- | --- | ---- | ---- | ---- | ---- | --- | ---- | --- | --- | ---- |
| 1980-1981 | San Antonio Spurs | 82  | -   | 19,2 | 47,9 | 5,3  | 61,0 | 2,4 | 4,5  | 1,5 | 0,3 | 7,4  |
| 1981-1982 | San Antonio Spurs | 79  | 78  | 29,0 | 46,3 | 4,8  | 67,0 | 3,5 | 9,6  | 2,1 | 0,2 | 9,4  |
| 1982-1983 | San Antonio Spurs | 77  | 73  | 33,1 | 46,8 | 22,7 | 74,4 | 3,6 | 9,8  | 2,5 | 0,4 | 12,2 |
| 1983-1984 | San Antonio Spurs | 59  | 42  | 28,0 | 44,6 | 32,2 | 75,5 | 3,0 | 9,6  | 2,1 | 0,3 | 10,1 |
| 1984-1985 | San Antonio Spurs | 82  | 82  | 32,8 | 45,7 | 28,1 | 76,2 | 4,6 | 10,0 | 2,8 | 0,2 | 12,8 |
| 1985-1986 | San Antonio Spurs | 28  | 23  | 30,6 | 49,5 | 18,2 | 68,6 | 3,1 | 9,0  | 2,5 | 0,2 | 13,0 |
| 1986-1987 | San Antonio Spurs | 55  | 27  | 22,4 | 44,2 | 27,8 | 80,0 | 1,8 | 4,5  | 1,5 | 0,1 | 8,6  |
| 1987-1988 | San Antonio Spurs | 4   | 0   | 12,8 | 44,4 | 0,0  | -    | 1,0 | 2,8  | 0,8 | 0,0 | 2,0  |
| 1987-1988 | N.J. Nets         | 1   | 0   | 10,0 | 0,0  | -    | -    | 2,0 | 1,0  | 0,0 | 0,0 | 0,0  |
| 1989-1990 | San Antonio Spurs | 53  | 8   | 9,7  | 37,3 | 23,5 | 59,3 | 1,0 | 1,5  | 0,6 | 0,1 | 2,2  |
| Carriera  | Carriera          | 520 | 333 | 25,8 | 46,0 | 25,1 | 71,2 | 3,0 | 7,4  | 2,0 | 0,2 | 9,4  |

#### Playoffs
| Anno     | Squadra           | PG | PT | MP   | TC%  | 3P%  | TL%  | RP  | AP   | PRP | SP  | PP   |
| -------- | ----------------- | -- | -- | ---- | ---- | ---- | ---- | --- | ---- | --- | --- | ---- |
| 1981     | San Antonio Spurs | 7  | -  | 17,7 | 48,6 | 0,0  | 75,0 | 1,9 | 3,9  | 1,4 | 0,1 | 6,0  |
| 1982     | San Antonio Spurs | 9  | -  | 32,4 | 47,6 | 0,0  | 59,3 | 3,4 | 10,3 | 1,7 | 0,7 | 10,4 |
| 1983     | San Antonio Spurs | 11 | -  | 37,6 | 53,3 | 52,9 | 80,0 | 4,3 | 14,6 | 2,5 | 0,3 | 22,5 |
| 1985     | San Antonio Spurs | 5  | 5  | 33,6 | 46,3 | 33,3 | 65,2 | 6,0 | 8,4  | 2,0 | 0,4 | 13,2 |
| 1990     | San Antonio Spurs | 9  | 0  | 9,6  | 25,0 | 0,0  | 50,0 | 1,2 | 2,3  | 0,8 | 0,1 | 1,8  |
| Carriera | Carriera          | 41 | 5  | 26,4 | 49,0 | 31,3 | 68,3 | 3,2 | 8,4  | 1,7 | 0,3 | 11,3 |

## Palmarès
- Campione NIT (1978)
- Miglior passatore NBA (1982)